# La Gazzetta dello Sport

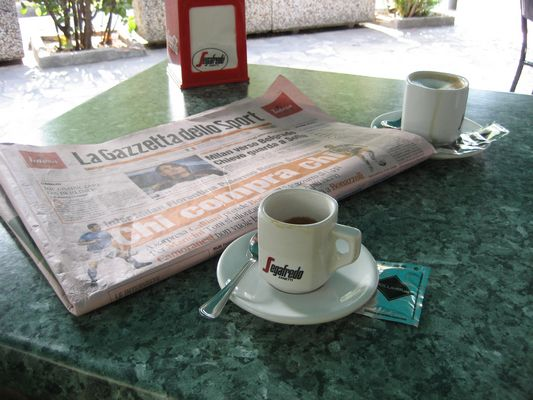
La Gazzetta dello Sport

La Gazzetta dello Sport is de bekendste en meest gelezen krant van Italië.

## Geschiedenis
De krant is ontstaan uit een fusie van de Ciclista van Eliseo Rivera en La Tripletta van Eugenio Camillo Costamagna. Alles wat met sport te maken heeft, wordt in deze krant weergegeven. De eerste oplage verscheen op 3 april 1896 en hiermee is de Gazzetta de oudste nog bestaande sportkrant ter wereld. Eerst werd de krant tweewekelijks uitgegeven, maar in 1908 werd de oplage verhoogd naar drie keer per week. 
Om op te vallen bij het publiek werd aan de krant een kleurtje gegeven, eerst geel in 1897, het jaar daarna wit en uiteindelijk in 1899 roze. Hiermee gaf zij de leiderstrui van de door haar sinds 1909 georganiseerde Giro d’Italia zijn roze kleur. Vanaf 1913 werd la Gazzetta dagelijks uitgegeven. Anno 2014 is Andrea Monti de directeur van la Gazzetta dello Sport.
De Gazzetta dello Sport organiseert ook wielerevenementen in Italië. De meest opvallende is de Giro d’Italia. Op 7 augustus 1908 werd in de Gazzetta de eerste Giro d’Italia aangekondigd. In navolging van een autorace door heel Italië – georganiseerd door concurrent Corriere della Sera – presenteerde de roze krant in zeven grote kolommen de Italiaanse tegenhanger van de Tour de France. Daarnaast organiseert La Gazzetta dello Sport ook snowboard- en beachvolleybalkampioenschappen en de Marathon van Milaan.
In 1975 had de Gazzetta dello Sport 1.220.000 lezers, een aantal dat in 1983 gegroeid was naar 3.078.000 lezers. Hiermee werd de krant eerste in het rijtje van meest gelezen en gekochte (sport)kranten, waar ze eerder op de vierde plaats stond. Vanaf 1996 geeft ze ook een weekblad uit op zaterdag, eerst met de naam "Gazzetta dello Sport Magazine", vervolgens vanaf 2000 met de naam "Sportweek". Voor dit blad is Matteo Dore verantwoordelijk.